# リテイク
リテイク（英語：retake）とは、re = 「再び」とtake = 「撮る」を合わせた言葉で、写真や映画の撮影のやり直しのこと。その撮影によって得られたフィルムやビデオ素材自体を指すこともある。再撮（さいさつ）とも。
リテイクにいたる原因は、フィルム装てんや露出の失敗に始まり、機材の不調やゴミの写りこみなどの撮影側による原因、放射線かぶりや光線引き、現像の失敗など、感光材ならではの事故、天候などの不可抗力によるものなど脚本の変更、演者の降板や交代などの演出側、俳優側によるものなど、複数が存在する。

## アニメのリテイク
アニメ作品におけるリテイクは、主に演出・作画・彩色・撮影等のミス部分を作り直すことをいう。テレビアニメではビデオやDVD化する際に、テレビ放送版では酷かった作画の乱れを描き直したりする。また、一部の作品ではテレビ放送版よりも更なるクオリティーの底上げや、細かい部分のマイナーチェンジを施す事もある。